# Innenstadtring (Leipzig)

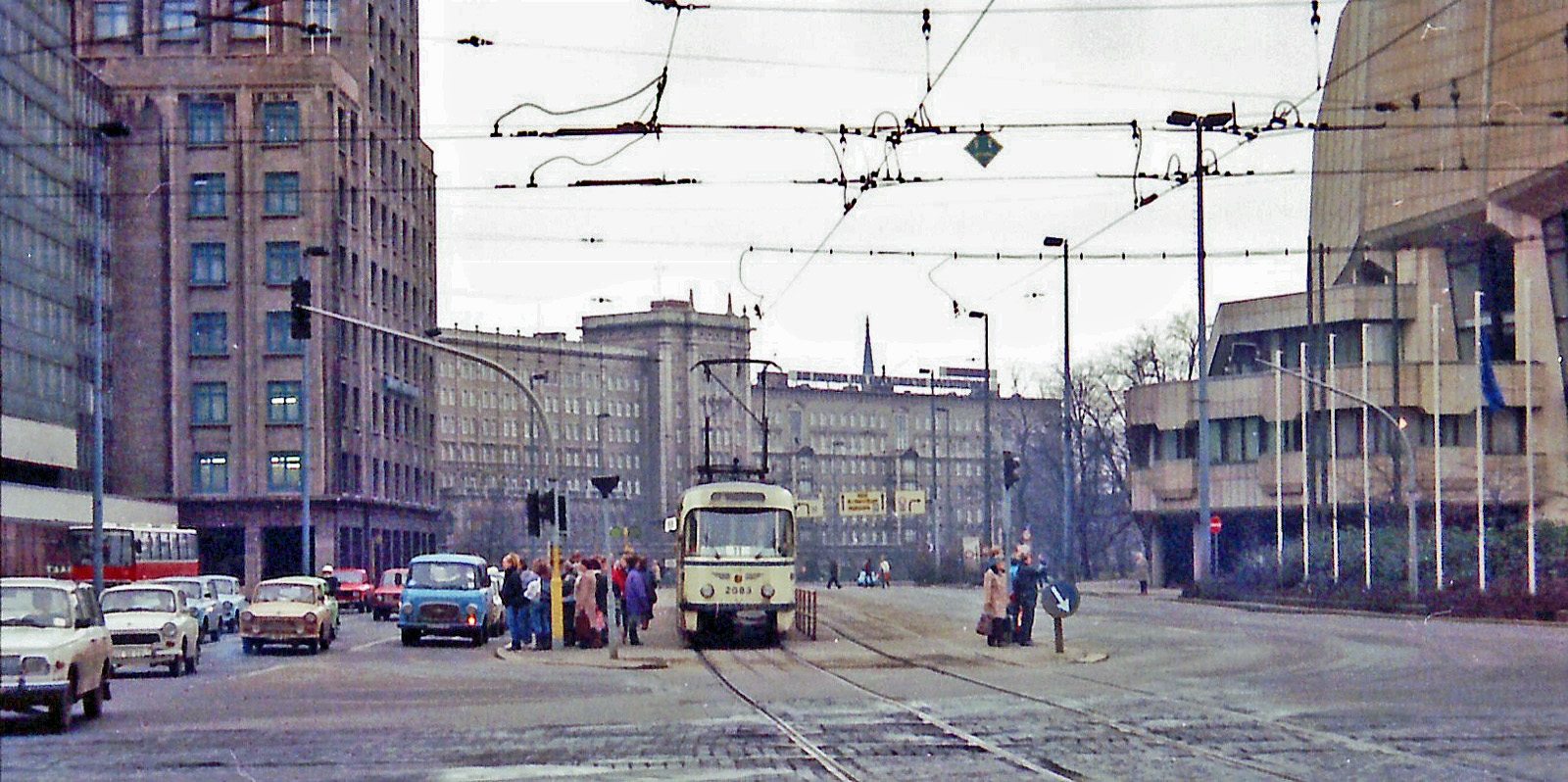
Janvier 1990, le ring avec le Gewandhaus (à droite) et les bâtiments du ring (au dos)

L'Innenstadtring, ou simplement le Ring, est une ceinture routière dans le centre-ville de Leipzig dans le land de Saxe en Allemagne. La ceinture suit les anciennes fortifications de la ville de Leipzig, qui ont été rasés après la guerre de Sept Ans. Elles cernent la cité intérieure médiévale. Pendant la première moitié du XVIIIe siècle, des allées plantées en faisaient un lieu de promenade. Le Promenadenring est le plus ancien parc paysager municipal en Allemagne et l'un des principaux jardins et monuments culturels de Leipzig. À la fin de l'automne 1989, les manifestations du lundi se déroulent sur tout l'anneau. L'anneau d'une longueur de 3,6 km de long comprend de quatre à six voies dont le tramway et comprend les lieux suivants:
- La Willy-Brandt-Platz, devant la gare centrale de Leipzig.
- La Georgiring
- L'Augustusplatz, de l'opéra à l'Europahaus
- La Roßplatz, avec le parc Lenné (de)
- La Wilhelm-Leuschner-Platz (de)
- Le Martin-Luther-Ring, avec le nouvel hôtel de ville
- Le Dittrichring, avec l'église Saint-Thomas et la Gottschedstraße
- Le Goerdelerring
- Le Tröndlinring

## L' Innenstadtring dans le réseau routier de la ville de Leipzig

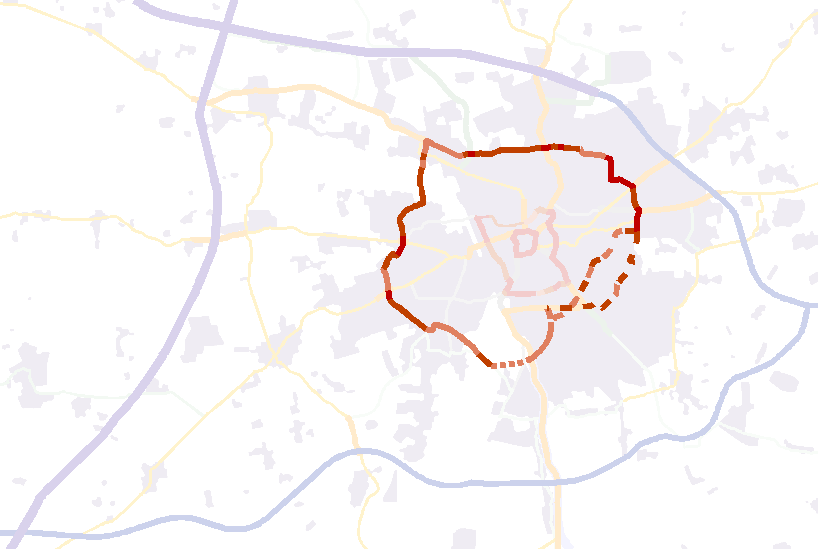
Rocades à Leipzig, à l'intérieur même l'Innenstadtring

Selon les tronçons, l'Innenstadtring a connu un trafic de 26 000 à 50 000 véhicules/24h en 2015. L'Innenstadtring est l'anneau le plus intérieur du système d'anneaux du réseau routier de Leipzig (voir figure Rocades de Leipzig). La figure montre le carré tangent comme un autre anneau, puis l' anneau central (inachevé) surligné en couleur et l'Autobahn tout à l'extérieur. L'Innenstadtring se confond avec la Bundesstraße 6 (Willy-Brandt-Platz) et la Bundesstraße 87 (Tröndlinring). La Bundesstraße 2 traversait également le périphérique du centre-ville avant la Berliner Brücke au nord de la connexion via Rackwitzer Straße, qui était praticable à l'est et au sud de la place tangente. Le degré d'expansion de la ceinture intérieure correspond à ce volume de trafic élevé (72 800 véhicules / 24 heures à la jonction Gerberstraße (Hallesches Tor), 30 700 véhicules / 24 heures à la jonction Thomaskirchhof / Gottschedstraße).

## Trafic cyclable

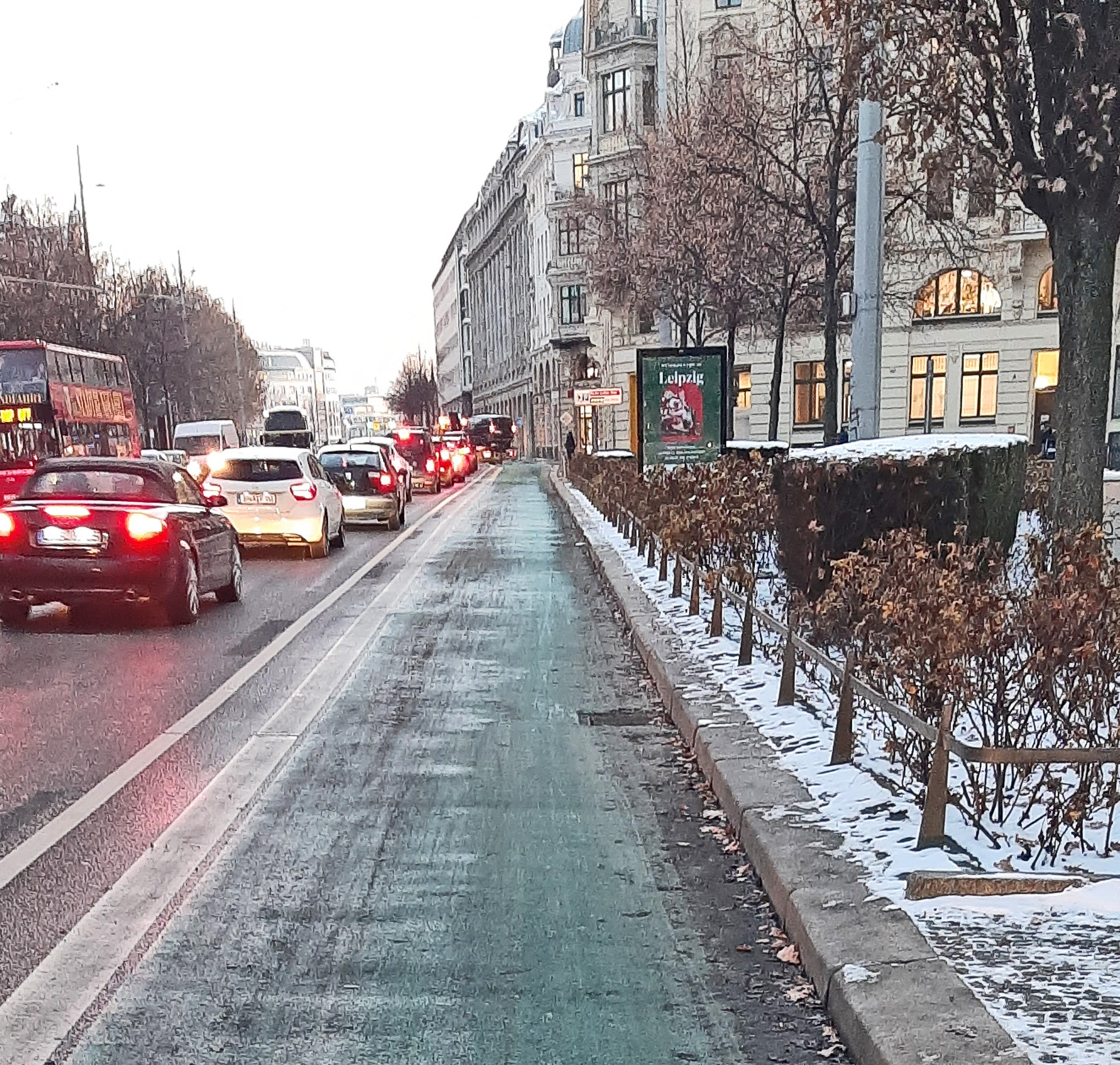
Piste cyclable verte à Martin-Luther-Ring (2022)

Depuis 1975, une vitesse minimale de 40 km/h est stipulée pour l'Innenstadtring par le panneau StVO 275  - Vitesse minimale obligatoire. Le 17 février 2011, l'autorité de la circulation routière de la ville de Leipzig a levé l'ordre de vitesse minimale, supprimé les panneaux et affiché des panneaux avec le panneau StVO 254 - interdiction des cyclistes . Le 22 novembre 2012, un demandeur a déposé un recours contre l'interdiction de circuler à vélo sur la chaussée sur certains tronçons du Promenadenring. Il a eu gain de cause devant le tribunal administratif supérieur de Saxe. La ville de Leipzig fixe le verdict, accompagné de débats publics animés, par tranches. En 2022, des bandes cyclables vertes ont été aménagées sur certains tronçons de l'anneau.

## Efforts de réduction du trafic
Avec d'autres villes de Pologne, de République tchèque, d'Italie et d'Espagne, la ville de Leipzig a participé au projet européen DEMO-EC (Développement d'une gestion durable de la mobilité dans les villes européennes) de 2014 à 2020. La contribution de la ville de Leipzig était une enquête sur l'expansion du centre-ville avec peu de voitures (Agrandissement de la voiture réduite du centre-ville). Le sujet a été abordé de manière interdisciplinaire par la planification urbaine, routière et environnementale. Au cours du semestre d'hiver 2018/19, des étudiants de l'Université Bauhaus de Weimar ont développé des conceptions urbaines sous la devise "Réinventer l'Anneau", qui sont documentées,. D'une part, il y a eu un retour à l'histoire antérieure de l'anneau en tant qu'anneau de promenade verte, d'autre part, un aperçu des développements futurs attendus. La répartition modale à Leipzig évolue dans le sens d'une part du vélo en croissance rapide. Une forte augmentation de la population est notamment prévue pour l'arrondissement de Mitte (2015: 61 977 habitants, prévision pour 2030: 82 549 habitants), ce qui signifie qu'il faut s'attendre à une augmentation du volume de trafic.

## Source de la traduction
- (de) Cet article est partiellement ou en totalité issu de l’article de Wikipédia en allemand intitulé « Innenstadtring (Leipzig) » (voir la liste des auteurs).